# Bói cá Java
Halcyon cyanoventris là một loài chim trong họ Alcedinidae.
Đây là đặc hữu đến Indonesia.
Môi trường sống tự nhiên của loài bói cá này là rừng ngập mặn cận nhiệt đới hoặc cận nhiệt đới.